# Münchhausen báró
Karl Friedrich Hieronymus von Münchhausen, alias Münchhausen báró (Bodenwerder, 1720. május 11. – Bodenwerder, 1797. február 22.) német katona, sok irodalmi alkotás nagyotmondó fiktív főhőse.
Ő az a karakter, aki ihlette Rudolf Erich Raspét a Münchhausen báró kalandjai című regény főszereplőjeként. Az igazi báró valójában valószínűtlen meséiről vált híressé: ezek között szerepelt a holdutazás, az ágyúgolyón való lovaglás és saját magának a mocsárból való kiemelése sértetlenül, saját hajánál fogva.
Nyolc gyermek egyikeként a Schloss Münchhausen néven ismert bodenwerderi birtok udvarházában született. Apja Georg Otto von Münchhausen (1682–1724) lovassági hadnagy, Rinteln és Bodenwerder uradalom mestere, Hilmar von Münchhausen zsoldosvezér dédunokája volt. Apja meghalt, amikor még csak négyéves volt; édesanyja, Hastenbecki Sibylle Wilhelmine von Reden (1689–1741) nevelte fel.
Rokona volt Braunschweig–Lüneburgi Hercegség miniszterelnöke, Gerlach Adolph von Münchhausen is.

## Élete
Münchhausen Antal Ulrik braunschweig–wolfenbütteli fejedelem egyik apródja volt, aki mesterével Oroszországba költözött. Az orosz lovasság hadnagyává nevezték ki, amikor Antal Ulrik 1739-ben az orosz hadsereg parancsnoka lett. Rigában állomásozott, de részt vett két hadjáratban az Oszmán Birodalom ellen 1740-ben és a következő évben. Amikor Antal Ulrikot 1741-ben bebörtönözték, Münchhausen továbbra is az orosz hadseregben szolgált. 1750-ben VI. Iván orosz cár a lovasság kapitányává nevezte ki.
1744-ben feleségül vette Jacobine von Duntent, a livóniai Dunte-birtok közelében levő Liepupe templomában. Nyugállományba vonulása után feleségével bodenwerderi birtokán élt egészen annak 1790-ben bekövetkezett haláláig. Itt szerzett nagy hírnevet mulatságos és túlzó meséivel; ugyanakkor megbecsült üzletember lett. Hetvennégy évesen újraházasodott, de a házasság botrányos volt, és válással végződött, mivel tizenhét éves új felesége fűvel-fával megcsalta. Hetvenhetedik évében elszegényedve halt meg szülővárosában.

## Münchhausen báró kalandjai

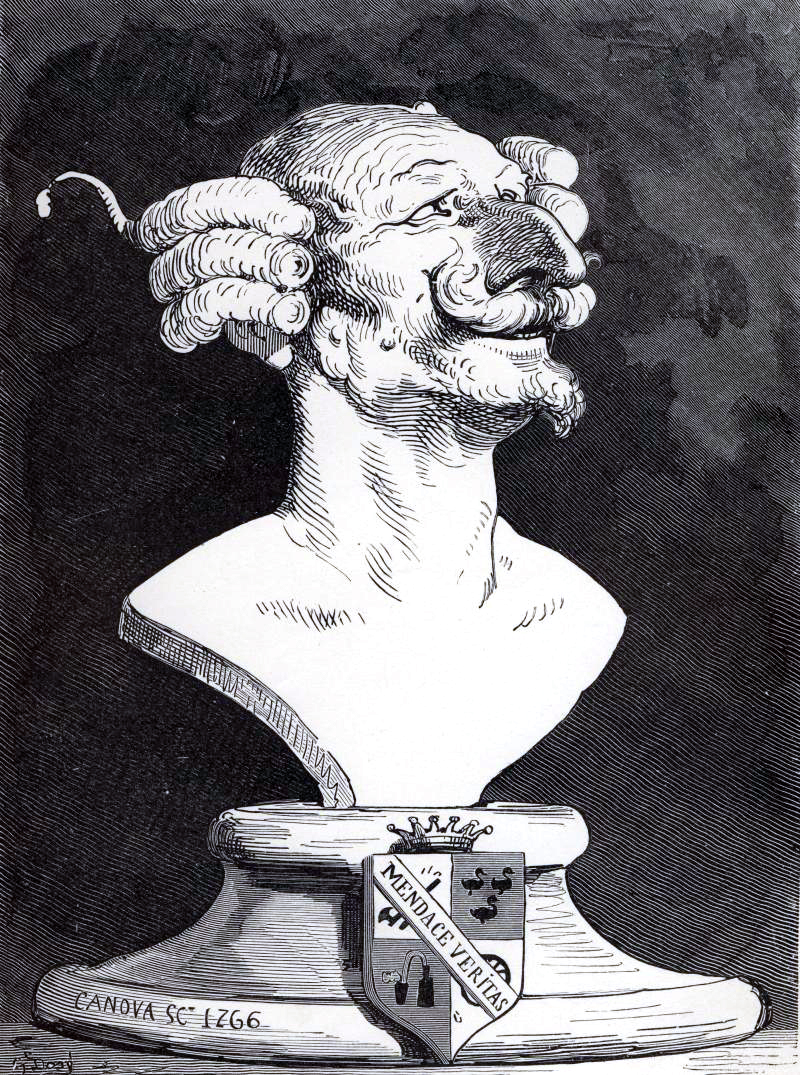
Gustave Doré Münchhausen-büstje

A Münchhausenről szóló történeteket egy névtelen szerző gyűjtötte össze és adta ki 1781-ben. Az angol nyelvű változat 1785-ben jelent meg Londonban, Rudolf Erich Raspe kiadónál, Munchhausen báró Elbeszélése csodálatos oroszországi utazásairól és hadjáratairól, avagy Munchhausen báró meglepő kalandjai címmel.
1786-ban Gottfried August Bürger lefordította Raspe történeteit német nyelvre, és ki is bővítette őket. Művét Wunderbare Reisen zu Wasser und zu Lande: Feldzüge und lustige Abenteuer des Freiherrn von Münchhausen (Csodálatos utazások szárazföldön és tengeren: Münchhausen báró katonai hadjáratai és komikus kalandjai). Bürger változata a legismertebb a német olvasók körében.
A 19. századra a történet számos szerző által számtalan átalakításon és bővítésen ment keresztül, és sok nyelvre lefordították, köztük eszperantóra is, összesen több mint száz különböző kiadásban jelent meg. A Münchhausen báró kalandjai Oroszországban is megjelent, ahol nagyon jól ismert lett, főleg gyerekváltozatokban. 2005-ben szobrot is állítottak neki Kalinyingrád városában (Königsberg). Pozsonyban található egy másik, neki szentelt szobor, amely a bárót híres ágyúgolyóján lovagolva ábrázolja.
Nem világos, hogy a történet anyagának mekkora része származik a bárótól; ismert azonban, hogy a többsége olyan népmeséken alapul, amelyek már sok évszázaddal születése előtt forgalomban voltak.

## Kulturális hatása

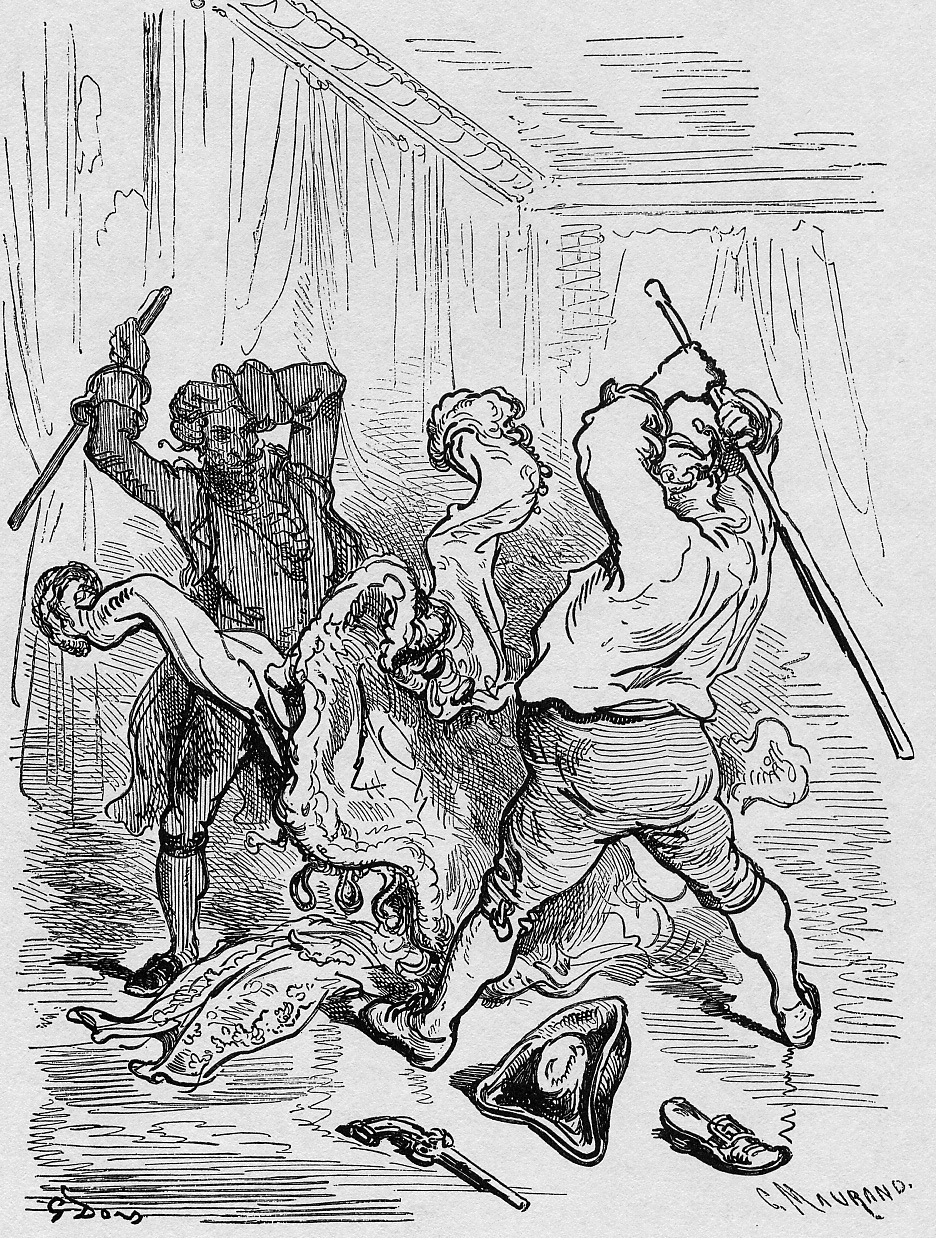
Gustave Doré 9. illusztrációja, amelyen a báró és egyik szolgája arra készül, hogy agyonüsse a veszettséget kapott köpenyét, amelyet megharapott egy veszett kutya

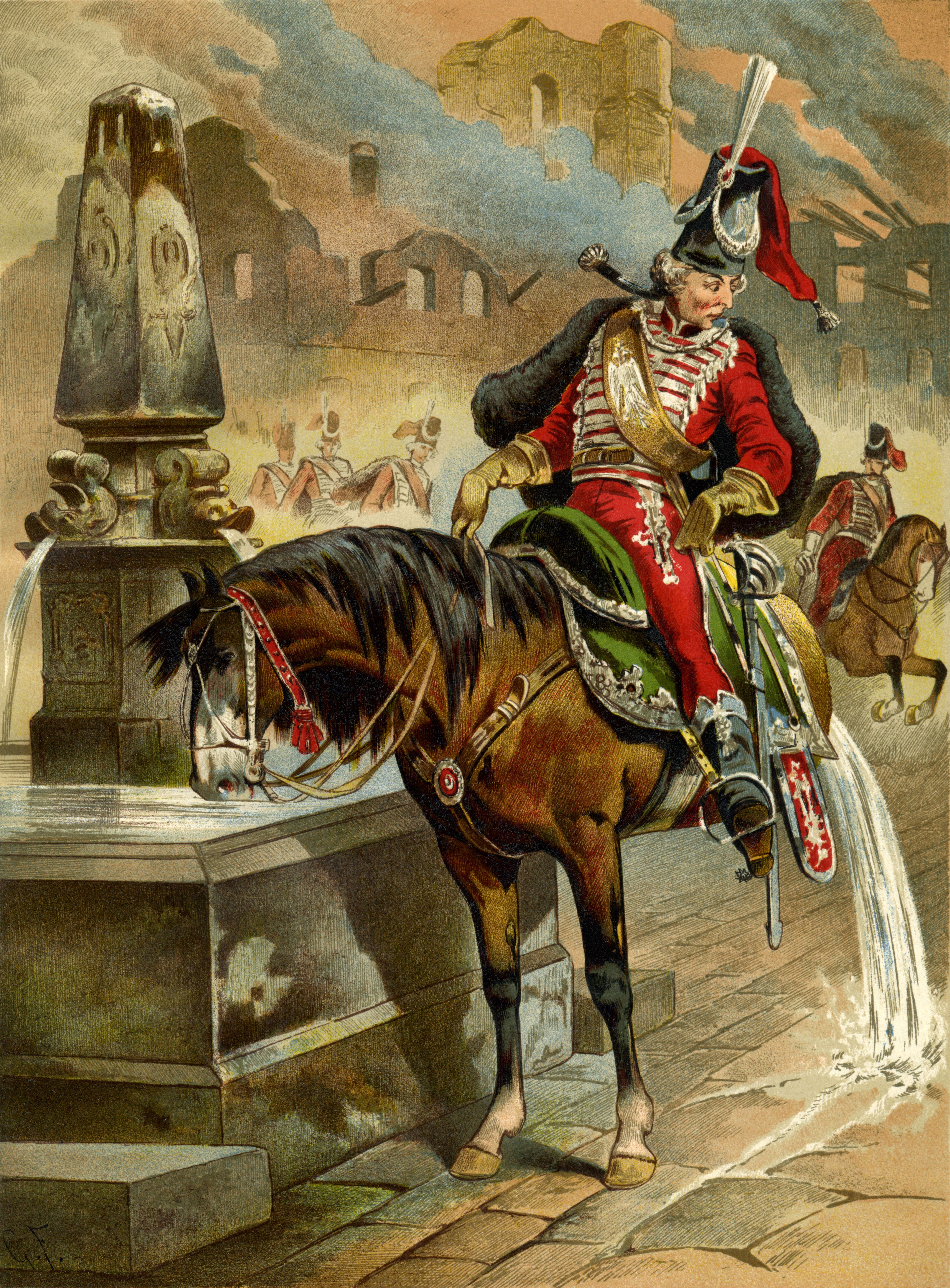
Félbevágott lovát itatja

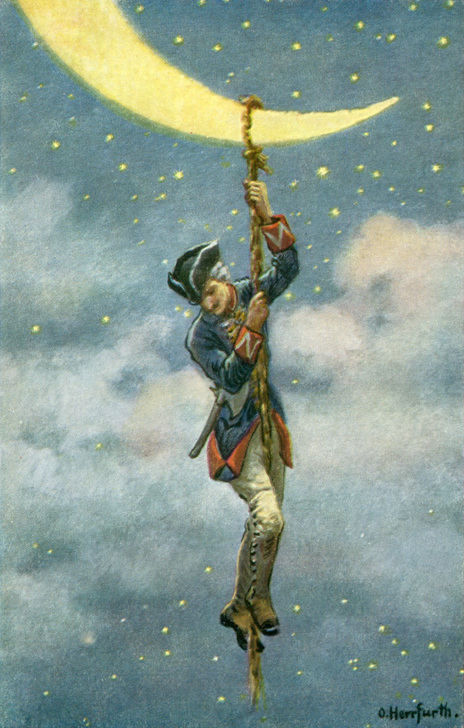
A Holdról kötélen ereszkedik le

Karaktere a Münchhausen-szindróma nevéhez is kapcsolódik, amelyben a beteg fiktív feladatokat ad magának, hogy elnyerje mások figyelmét és rokonszenvét.
A bárót különféle irodalmi művekben említik, amelyek némelyike csodálatos kalandjainak folytatását kínálja; ezek között szerepel a szovjet Grigorij Gorin könyve, amely a báró történetét mesélte el a könyvben elmesélt kalandok után, és különösen az egészségének bizonyítása érdekében folytatott küzdelmét, amelyből 1979-ben film is készült. Hugo Gernsback kísérletet tett a báró kalandjainak sci-fi-s felfogására a Münchhausen báró tudományos kalandjai című sorozatának történeteiben (1915–16-ban jelent meg a ponyvairodalomban, majd 1928-ban újranyomták az Amazing Storiesban).
Italo Calvino egyik olasz tündérmeséjében, Az öt bűnbánat (Terra d'Otranto) ciműben, a főszereplők szorosan kötődnek a báró segítőihez, akiknek köszönhetően egy fogadás megnyerése után a szultán minden kincsét elviszi: Szélsebes (a könyvben ő az asszisztense, aki elképzelhetetlen sebességgel futva megy és jön vissza Bécsből jobb borral, mint a szultáné), Telibetaláló (akinek tévedhetetlen céllövőképessége van), Erőshátú (a herkulesi karakter, akinek a szultán összes kincsét a hátára rakja) és Szélfúvó (aki fújással szétveri a hadseregeket és a flottákat). Négy segítő (a mesében az ötödik a Vakmerő, a történet főszereplője).
Münchhausen számos műalkotás tárgya volt. Leghíresebb képe valószínűleg egy Gustave Doré által illusztrált 1862-ben kiadott könyvben jelent meg.

### Filmográfia
A báró fantasztikus kalandjairól a mozizás kezdete óta több film is készült. Íme egy (nem teljes) lista:
- How Cook Cooked Peary at the Pole (Münchhausen báró kalandjai az északi sarkon) 1909, brit film, Walter R. Booth rendezésében
- Les aventures du Baron du Crac (1909–1912), Émile Cohl francia filmje[7]
- Les hallucinations du baron de Münchhausen vagy Les Aventures de Baron de Munchhausen (1911), Georges Méliès francia némafilmje, Gottfried August Bürger könyve alapján Théophile Gautier fordításában
- Leo, der schwarze Münchhausen (1912–13), Carl Wilhelm német némafilmje
- Le avventure del barone di Münchhausen (Münchhausen báró kalandjai), 1914, olasz némafilm, Paolo Azzurri[8] a rendezője.
- Mágia (1917), Korda Sándor magyar némafilmje, amelyben a báró egy régi varázsló[7]
- Münchhausen, der berühmte Aufschneider (1921–22), Hans Curtis német némafilmje
- Münchhausen (1922), Otto Hermann német némafilmje
- Münchhausens Abenteuer (1924), német némafilm, producer: Filmhaus Brückmann & Co, Berlin
- Des Freiherrn von Münchhausen wunderbare Reisen und Abenteuer in Russland und im Türkenkrieg (1923), Ludwig Sochaczewer német némafilmje
- Der edle Freiherr von Münchhausen erzählt: Münchhausens Abenteuer auf der Reise nach Russland (1924–25), E. Kneiss német némafilmje
- Adventures of Nothing but the Truth (1927), Paul Peroff brit némafilmje
- Wo Münchhausen lebte (1928–29), orosz–német némafilm
- Münchhausen báró kalandjai (1929), Ivanova-Bano és D. Cherkez szovjet filmje
- Die Abenteuer des Herrn Baron Münchhausen oder: Die Wahrheit über alles (1930–31), német némafilm producere: IG Farben-Industrie (Agfa) Berlin
- Münchhausen báró (1931), német film producere: Märchen-Film Produktion Alfons Zengerling (Berlin)
- Münchhausens Abenteuer bei den Türken (1932–33), német film, producer: IG Farben-Industrie (Agfa) Berlin
- Meet the Baron (Találkozzunk a báróval) (1933), Walter Lang amerikai filmje, A három besúgó (The Three Stooges)
- Münchhausens neustes Abenteuer (1936), Phil Jutzi és Margarete Illing német filmje
- Prasil báró (1940), Martin Frič csehszlovák filmje
- A münchhauseni báró (Münchhausen, 1943) Josef von Báky rendezésében, Erich Kästner szövegkönyv. A negyedik német színes film, az UFA gyártásában
- Münchhausen báró kalandjai (Baron Prašil, 1962), Karel Zeman cseh filmje[9]
- Münchhausen báró csodálatos kalandjai (film) (1979), Jean Image francia animációs filmje[10]
- Ugyanez a Münchhausen (Тот самый Мюнхгаузен, 1979), a szovjet Mark Zacharov rendezésében, Grigorij Gorin szövege alapján, amely a báró történetét mesélte el a könyvben elmesélt kalandok után. küzdelme azért, hogy egészségesnek bizonyuljon
- Münchausen báró kalandjai (The Adventures of Baron Munchausen) (1988), rendezte Terry Gilliam; a spanyolországi Belchitében és a római Cinecittà stúdióban forgatták. A főszerepet John Neville játszotta.
- Münchhausen báró (2012), televíziós film Andreas Linke rendezésében, Jan Josef Liefers közreműködésével

### Képregények
A Münchhausen báró történeteiből számos képregény készült különböző nyelveken. A különféle olasz nyelvű változatok egyikét az Il Giornalino (Edizioni Paoline) gyermeklap adta ki. A kötetben a báró két novellája, A Münchhausen báró és A nagy világjárás szerepelt. Az első történet a leghíresebb tetteiről szól, mint például az ágyúgolyón való utazásáról és a harangtorony keresztjéhez kikötött lováról.
Még a Disney is kiadta a Nagy Disney-paródiák sorozatban, a Münchhauseni Donald kacsa rajzfilmként.
Alan Moore és Kevin O'Neill The League of Remarkable Gentlemen című képregényében Münchhausen bárójának mellszobra a British Museumban található.

### Gottfried Franz (1846–1905) illusztrációi

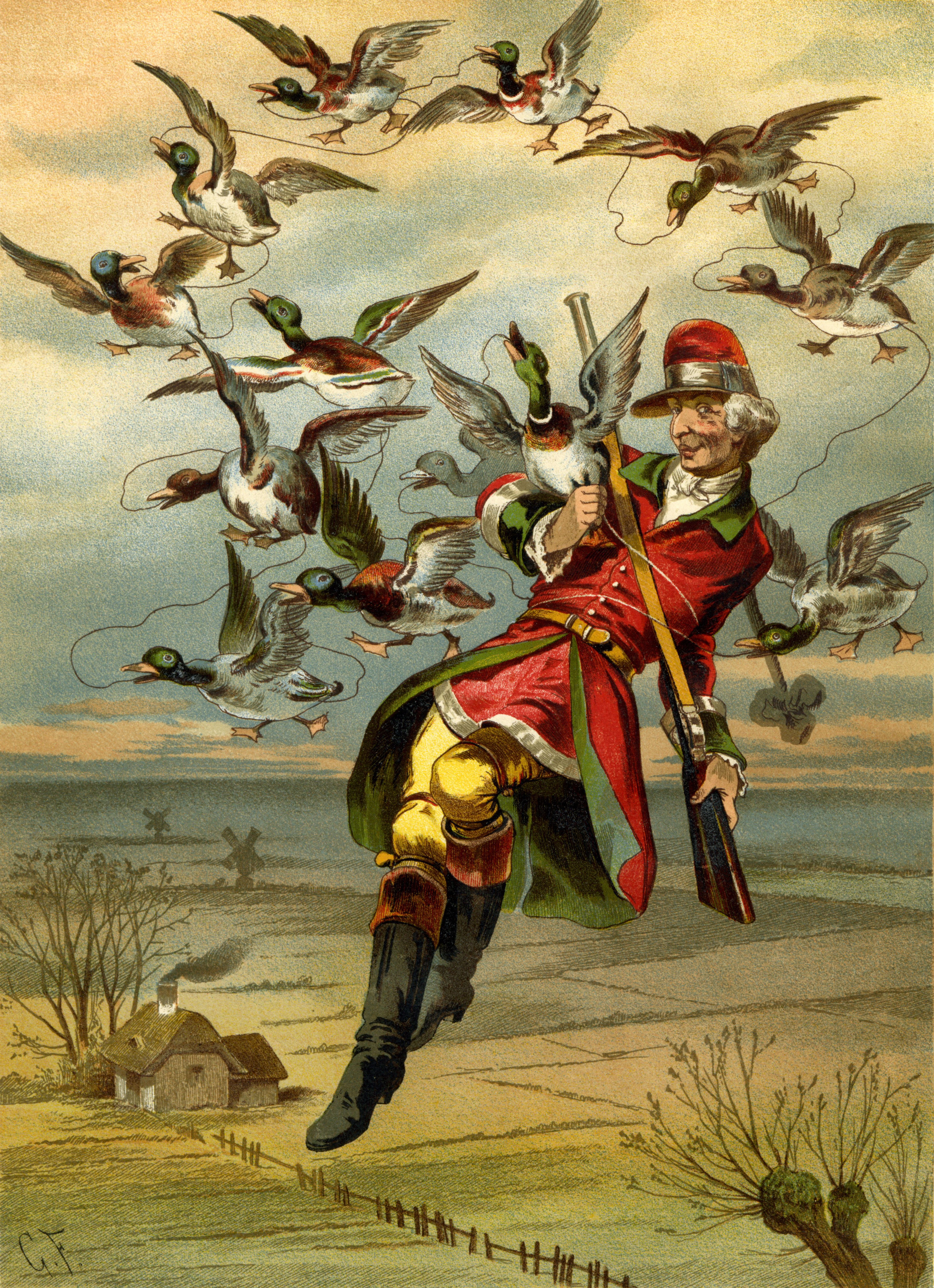
Vadkacsás repülése
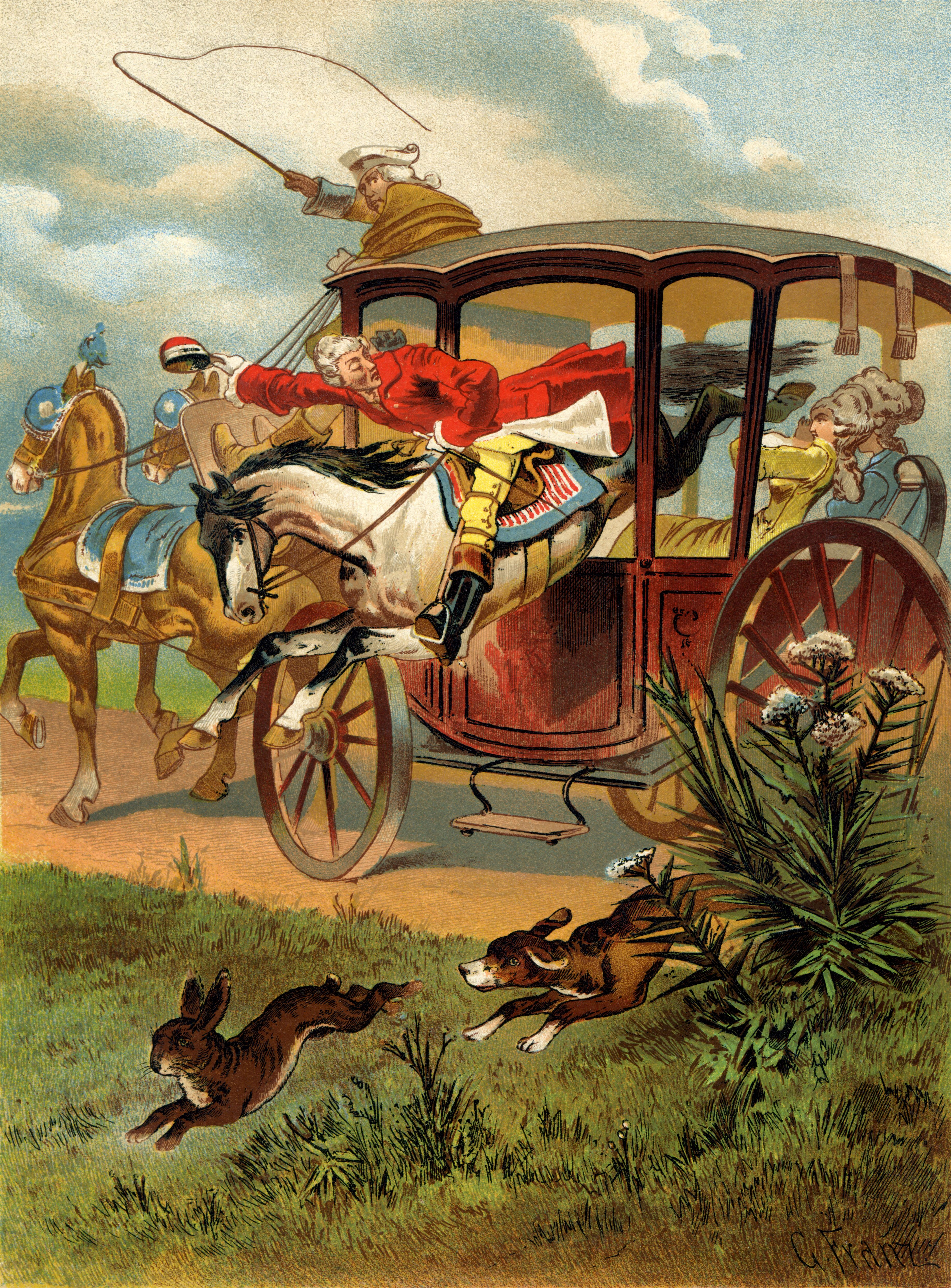
Hintó átugratása
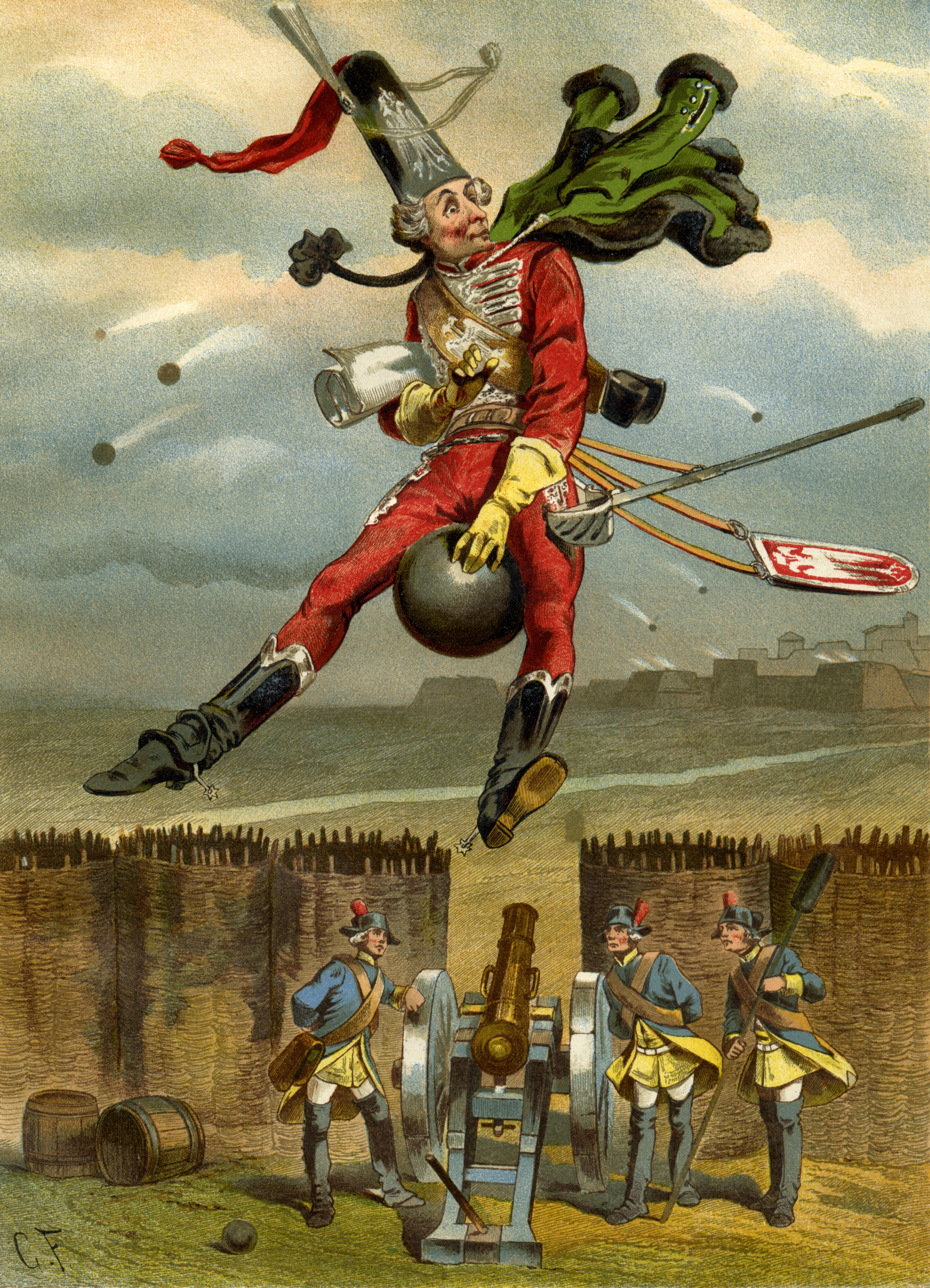
Repülése az ágyúgolyón
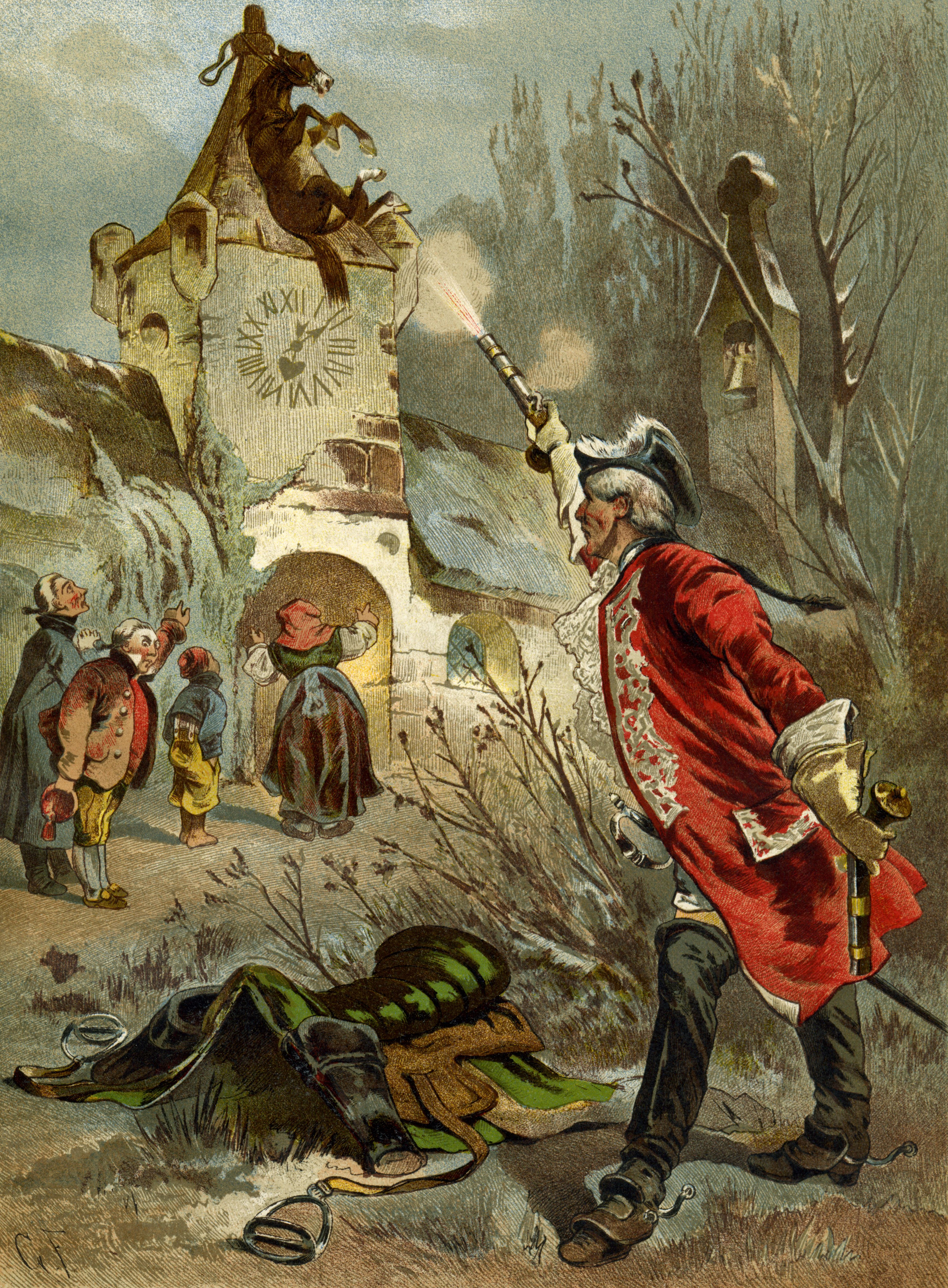
Lovát a templomtorony keresztjéhez kötötte,  ám az orosz hó leolvadt
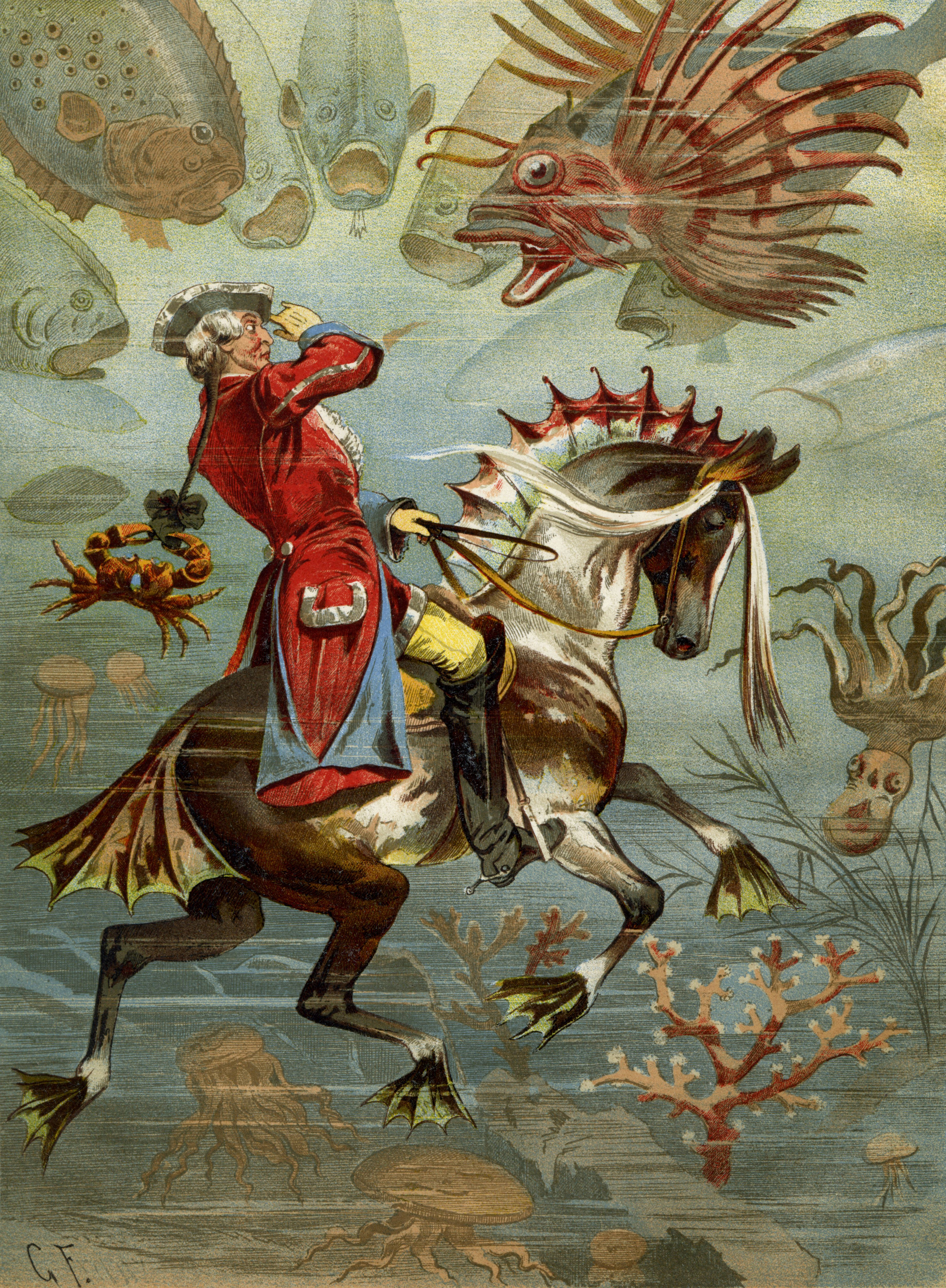
A tengerfenéken lovagol
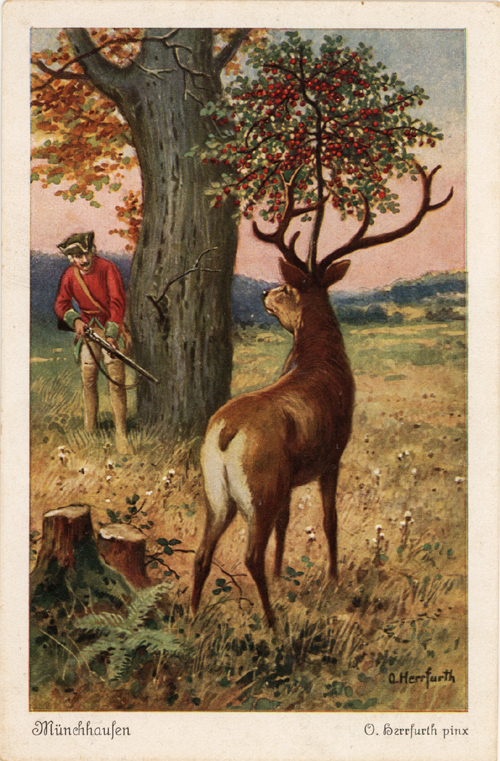
Az őzbak fejéből kinőtt cseresznyefa
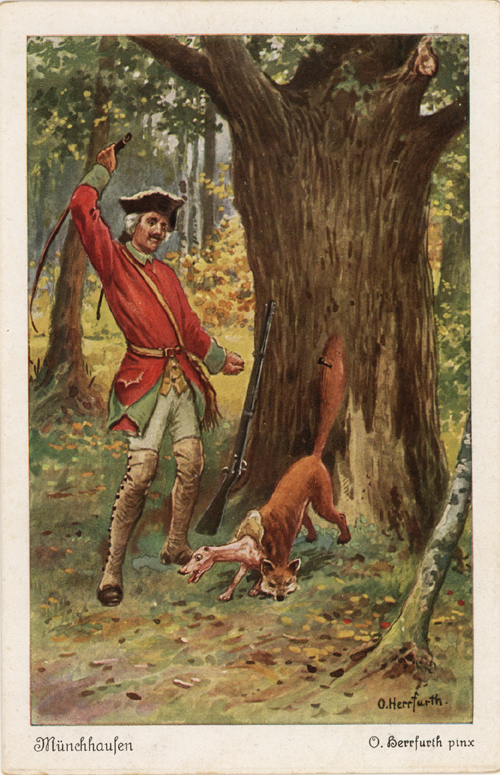
A róka kiugratása bundájából
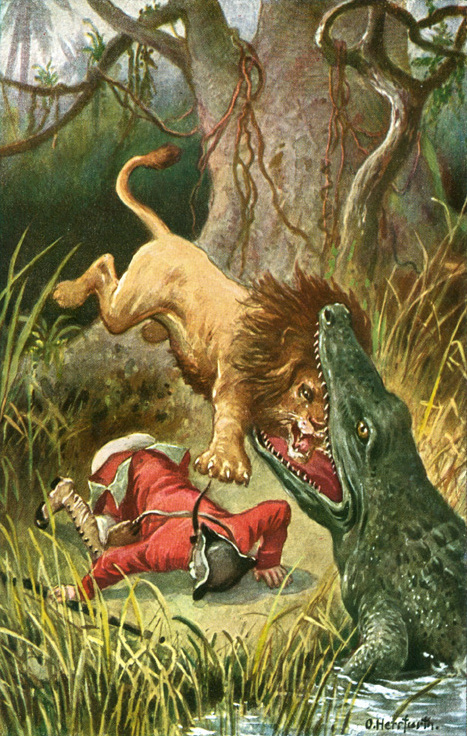
Az oroszlán és a krokodil

### Szerepjátékok
A Münchhausen báró rendkívüli kalandjai című szerepjátékban a játékosok mesemondókat játszanak, akik történeteket mesélnek egymásnak. Aki elfogadja a kihívást, azzal kezdi, hogy megpróbálja elmesélni a történetét, a többiek pedig félbeszakíthatják és/vagy megkérdőjelezhetik az elmondottak valódiságát.

## Fordítás
- Ez a szócikk részben vagy egészben  a   Barone di Münchhausen című olasz Wikipédia-szócikk ezen változatának fordításán alapul.  Az eredeti cikk szerkesztőit annak laptörténete sorolja fel. Ez a jelzés csupán a megfogalmazás eredetét és a szerzői jogokat jelzi, nem szolgál a cikkben szereplő információk forrásmegjelöléseként.
- Ez a szócikk részben vagy egészben  a   Hieronymus Carl Friedrich von Münchhausen című német Wikipédia-szócikk ezen változatának fordításán alapul.  Az eredeti cikk szerkesztőit annak laptörténete sorolja fel. Ez a jelzés csupán a megfogalmazás eredetét és a szerzői jogokat jelzi, nem szolgál a cikkben szereplő információk forrásmegjelöléseként.